# De jonge jaren van Blueberry (stripverhaal)
De jonge jaren van Blueberry is het eerste album van de stripreeks De jonge jaren van Blueberry van Jean-Michel Charlier (scenario) en Jean Giraud (tekeningen). Bij het verschijnen van de eerste druk van het album in 1977 werd het als 14e deel van de serie Blueberry uitgebracht. In de herdrukken die daarna verschenen kreeg het steeds wisselende serienummers. Bij de allereerste reguliere hardcover handelseditie van de Blueberry-reeks in 1978 werd het als eerste deel van de serie uitgegeven uitgegeven. Het album bevat drie korte verhalen die zich afspelen tijdens de Amerikaanse Burgeroorlog. De verhalen verschenen eerder in de Pep Parade. 

## Inhoud
- Het geheim van Blueberry
- De brug van Chattanooga
- 3000 Mustangs